# Bassett (Nebraska)
Bassett is een plaats (city) in de Amerikaanse staat Nebraska, en valt bestuurlijk gezien onder Rock County.

## Geschiedenis
De nederzetting ontstond in 1878, toen enkele homesteaders zich in het gebied vestigden dat nu Rock County vormt, waarna grote veeboeren het gebied ontdekten en kuddes runderen introduceerden. Andrew N. Bassett, bijgenaamd ‘Captain Bassett’, arriveerde in augustus 1878 en richtte zijn ranch langs de Long Pine Creek op. De stad, die naar hem werd vernoemd, werd ongeveer drie jaar na zijn vertrek (rond 1883–1884) in kaart gebracht. Vanaf 1882 stimuleerde de aanleg van een spoorlijn de ontwikkeling van handel in de regio.

## Demografie
Bij de volkstelling in 2000 werd het aantal inwoners vastgesteld op 743. In 2006 is het aantal inwoners door het United States Census Bureau geschat op 652, een daling van 91 (-12,2%).

## Geografie
Volgens het United States Census Bureau beslaat de plaats een oppervlakte van 1,1 km², geheel bestaande uit land.

## Plaatsen in de nabije omgeving
De onderstaande figuur toont nabijgelegen plaatsen in een straal van 36 km rond Bassett.